# Parti de la félicité
Le Parti de la félicité (en turc : Saadet Partisi, SP) est un parti politique de tendance islamiste de Turquie. Il a été fondé le 20 juillet 2001 à la suite de la dissolution du Parti de la vertu par la Cour constitutionnelle.
Son emblème est constitué d'une lune croissante et cinq étoiles.

## Histoire
Lors des élections législatives de novembre 2002, le Parti de la félicité subit une scission historique entre une aile idéologique se présentant comme la gardienne du Temple[Quoi ?] et la tendance représentée par Recep Tayyip Erdoğan et Abdullah Gül se présentant comme conservatrice mais démocrate. Cette scission profite majoritairement au Parti de la justice et du développement (AKP) qui capte la quasi-totalité de l'électorat conservateur turc lors des élections législatives en 2002, au détriment du Parti de la félicité qui n'obtient alors que 2,5 % des suffrages. Sa perte d'influence se confirme aux élections suivantes où l'influence du parti ne cesse de diminuer face à l'AKP (2 % des voix en 2015).
Le 2 mai 2018, Le Bon Parti, le Parti républicain du peuple, le Parti de la félicité et le Parti démocrate annoncent la formation d'une coalition électorale, l'Alliance de la nation, pour les législatives.

## Programme et idéologie
- La paix, le bonheur de la nation.
- Un système économique basé sur l'équité et la justice, une économie social.
- Une société traditionnelle, attache aux valeurs musulmanes, national et republicaines.
- Un système politique base sur le Parlementarisme.
- L'union des pays musulmans.
- Alliance forte l’Iran, la Chine et la Russie.
- proximité avec la communauté kurdes

## Dirigeants du parti
| Nom                  | Début du mandat  | Fin du mandat    |
| -------------------- | ---------------- | ---------------- |
| Recai Kutan          | 20 juillet 2001  | 11 mai 2003      |
| Necmettin Erbakan    | 11 mai 2003      | 30 janvier 2004  |
| Recai Kutan          | 30 janvier 2004  | 26 octobre 2008  |
| Numan Kurtulmuş      | 26 octobre 2008  | 17 octobre 2010  |
| Necmettin Erbakan    | 17 octobre 2010  | 27 février 2011  |
| Mustafa Kamalak (en) | 5 mars 2011      | 30 octobre 2016  |
| Temel Karamollaoğlu  | 30 octobre 2016  | 27 novembre 2024 |
| Mahmut Arıkan        | 27 novembre 2024 |                  |

## Résultats électoraux

### Élections législatives
| Année   | Voix           | %              | Sièges   | Rang | Gouvernement |
| ------- | -------------- | -------------- | -------- | ---- | ------------ |
| 2002    | 785 489        | 2,49           | 0 / 550  | 8e   | Opposition   |
| 2007    | 820 289        | 2,34           | 0 / 550  | 6e   | Opposition   |
| 2011    | 534 209        | 1,24           | 0 / 550  | 6e   | Opposition   |
| 06/2015 | 949 178        | 2,6            | 0 / 550  | 5e   | Opposition   |
| 11/2015 | 325 978        | 0,68           | 0 / 550  | 5e   | Opposition   |
| 2018    | 673 731        | 1,34           | 2 / 600  | 6e   | Opposition   |
| 2023    | Au sein du CHP | Au sein du CHP | 10 / 600 |      | Opposition   |